# Видарабин
Видарабин (аденин арабинозид, 9-β-D-арабинофуранозиладенин, ara-A) — противовирусный препарат, активный в отношении вирусов простого герпеса и Varicella zoster.

## Химическая структура и свойства
В нормальных условиях представляет собой белый кристаллический порошок. Температура плавления 257°С. Растворимость в воде 8.23⋅10³ мг/л при 25°С. Молекулярная масса 267.24 г/моль.

## Механизм действия
Видарабин фосфорилируется в клетке с образованием трифосфатного производного, которое ингибирует вирусную ДНК-полимеразу, препятствуя удлинению цепи ДНК.
Активный поиск препаратов специфического действия привел к обнаружению антигерпетической активности группы аналогов нуклеозидов (все ДНК построены из комбинации и повторов нуклеозидов). Первыми из них в 1950–1960-е гг. были йоддезоксиуридин, цитарбин, видарабин, рибавирин, которые в настоящее время не нашли широкого применения в клинической практике.
Сравнительная ингибирующая концентрация на вирус простого герпеса, мкмоль/л:
ацикловир 0,1
цитарабин 0,2
идоксуридин 1,0
видарабин 1,6

## Медицинское применение
Впервые видарабин лицензирован в 1978 году для системного применения при лечении герпес-вирусных энцефалитов.
На сегодняшний день выделены ВПГ, демонстрирующие резистентность к видарабину.
В настоящее время может применяться для лечения заболеваний, вызванных вирусами Herpes simplex типов 1 и 2, в т.ч. кератит, кератоконъюнктивит, рецидивирующий генитальный герпес, энцефалит. Также среди показаний упоминаются диссеминированная инфекция новорожденных, вызванная Herpes simplex и заболевания, вызванные Varicella zoster, у больных со сниженным иммунитетом.